# Análogo (química)

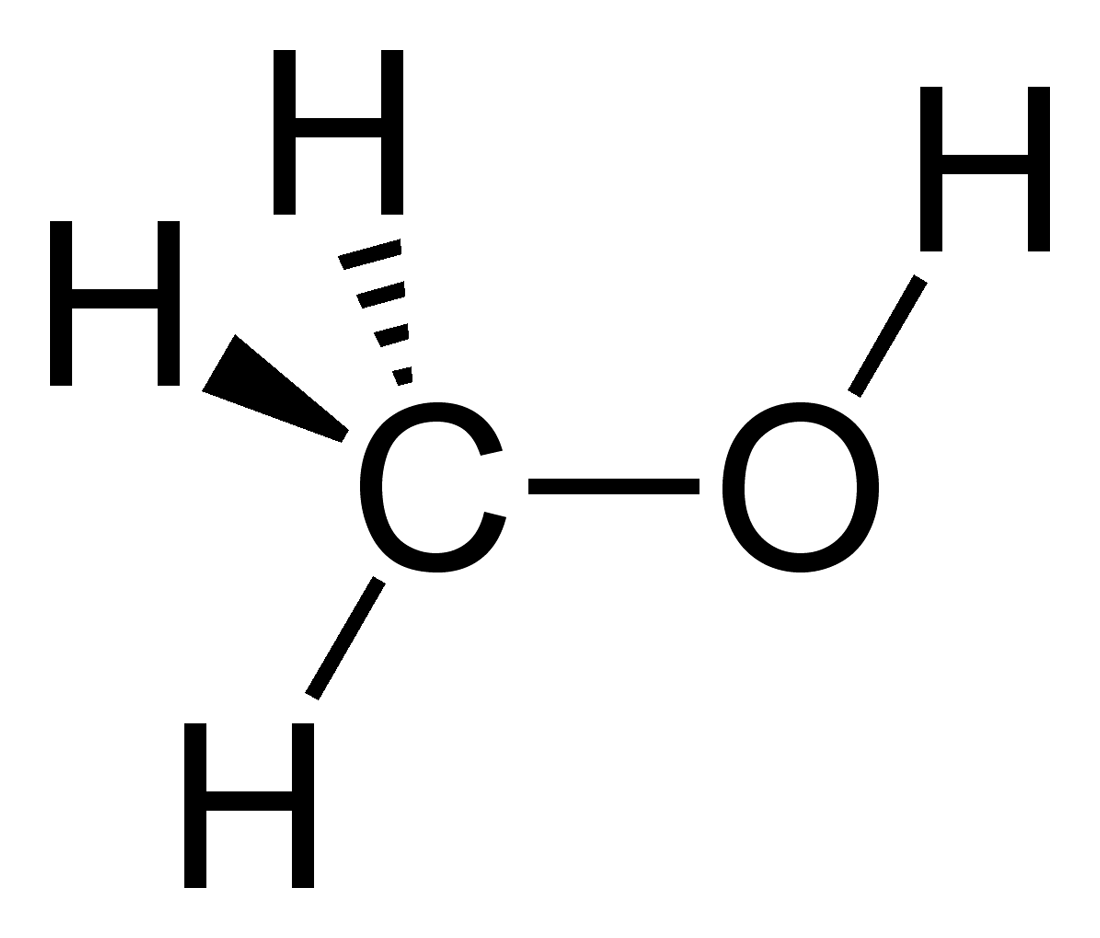
Fórmula estrutural do composto químico Metanol

Em química, análogos são compostos nos quais um ou mais átomos individuais tenham sido substituídos, com um átomo diferente, ou com um grupo funcional diferente. Outro uso do termo em química refere-se a uma substância que seja similar na estrutura a outra. Os analogos podem às vezes causar complicações quando têm muito funções diferindo da substância comparada. Por exemplo, uma pessoa poderia ter uma deficiência do cianocobalamina (vitamina B12),  mas isto não pode mostrar em um exame de sangue se análogos cianocobalamina (vitamina B12) estão ou não presentes. Fármacos são uma área na qual um composto principal descoberto como tendo atividade farmacologica é elaborado criando uma família dos análogos. Também os análogos são similares no estado da transição em uma reação catalisada por enzima, mas não são convertidos eles mesmos ao produto do estado da transição. Ligações de estado da transição dos análogos permite que os cientistas aprendam mais sobre a natureza de reações catalisadas por enzimas.